# Убијале Кланецо
Убијале Кланецо (итал. Ubiale Clanezzo) је насеље у Италији у округу Бергамо, региону Ломбардија.
Према процени из 2011. у насељу је живело 1272 становника. Насеље се налази на надморској висини од 369 м.

## Становништво
Према резултатима пописа становништва 2011. у општини је живело 1.399 становника.
| 1931. | 1936. | 1951. | 1961. | 1971. | 1981. | 1991. | 2001. | 2011. |
| ----- | ----- | ----- | ----- | ----- | ----- | ----- | ----- | ----- |
| 1.179 | 1.059 | 1.218 | 1.182 | 1.161 | 1.170 | 1.195 | 1.272 | 1.399 |